# Tachi
Cet article concerne le sabre japonais. Pour la langue amérindienne, voir tachi (langue).
 (signalé en mai 2025).
Si vous disposez d'ouvrages ou d'articles de référence ou si vous connaissez des sites web de qualité traitant du thème abordé ici, merci de compléter l'article en donnant les références utiles à sa vérifiabilité et en les liant à la section « Notes et références ».
- Archive Wikiwix
- Bing
- Cairn
- DuckDuckGo
- E. Universalis
- Gallica
- Google
- G. Books
- G. News
- G. Scholar
- Persée
- Qwant
- (zh) Baidu
- (ru) Yandex
- (wd) trouver des œuvres sur Wikidata

Le tachi (太刀 ou plus ancien 大刀) est un sabre possédant une lame courbe d'environ 70 cm, précurseur du sabre japonais classique. C'est principalement une arme de cavalerie.

## Étymologie
Le terme « tachi » provient probablement du verbe « tachikiru » (断ち切る) signifiant « couper en deux ». Il apparaît pour la première fois dans le Tōdai-ji kenmotsuchō (registre des objets possédés par l'empereur).
La combinaison de kanjis peut se traduire par :
- « épée longue », dans le cas d'un sabre long (« 刀 » désigne le sabre ou l'épée, et « 大 » est un homme « 人 » aux bras levés et signifie grand ou large), ou « épée large » (si le premier caractère est « 太 » plutôt que « 大 ») ;

- « épée horizontale » pour un sabre court.

## Caractéristiques

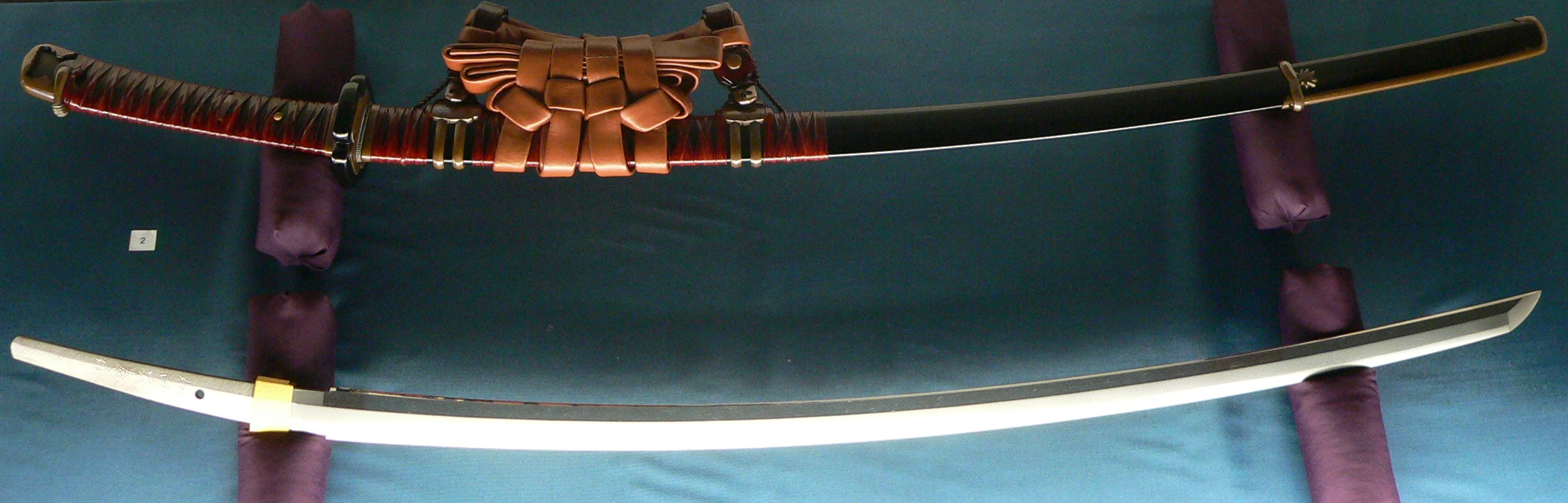
Tachi forgé en 1997, copie d'un sabre de la fin de l'ère Heian (XIe siècle).

Le tachi diffère du katana par plusieurs caractéristiques :
- à la différence du katana (porté tranchant vers le haut dans l'obi), il se porte suspendu tranchant vers le bas ;
- le fourreau du tachi est souvent de métal, et comporte parfois un tressage (similaire à ceux des tsuka de katana). Cette tresse permet au fourreau de ne pas s'endommager malgré les frottements et chocs contre la selle ;
- la tsuka est souvent dépourvue de tressage, elle est en revanche intégralement recouverte de same (peau de raie). Elle comporte parfois une courroie de cuir au niveau de la kashira (dragonne) ;
- il possède une garde encore proche de celles des sabres mongols et chinois, héritière de la première génération de lames japonaises (droite et à double tranchant). Les tsuba n'apparaissent qu'au déclin du tachi, en faveur du katana ;
- le point de plus forte courbure de la lame se situe dans son premier tiers (sur un katana, il se situe au milieu), cette forme rend le dégainage plus facile. La courbure est plus importante que sur les sabres modernes.

D'un point de vue purement métallurgique, les anciens tachi ne peuvent rivaliser de qualité avec celle des lames ultérieures. Cela est dû au fait que les sabres japonais sont faits en tamahagane, à base de satetsu (sables de fer), moins pur, avec une teneur en carbone inférieure à celle de l'acier eurasiatique et de l'acier moderne.
Il ne reste que peu de lames de cette période, et la plupart ayant été entreposées dans des conditions relativement mauvaises, elles sont aujourd'hui dans un état qui ne nous permet pas leur juste appréciation. Cependant, ces lames restent d'une importance historique non négligeable et sont exposées dans de nombreux musées à cet effet.

## Différents types detachi
Les tachi sont généralement recoupés en deux groupes par les Japonais, les kazaritachi (litt. « tachi de décoration ») et les jintachi (litt. « tachi de guerre »).
Étymologiquement, le terme tachi/tachikiru est proche de mapputatsu, il signifie « ouvrir en deux », « trancher quelque chose ».
En réalité, les kazaritachi sont, un peu comme en Occident, des épées de cérémonie, principalement utilisées à la cour impériale par les kuge et plus rarement par les buke de haut rang lors de visite au palais impérial de Kyoto. Le terme désigne avant tout la monture, souvent d'un raffinement extrême, avec de l'or et des perles, le samehada recouvrant le bois de la tsuka est généralement non recouvert de soie, et le tsuba est typiquement un kara-tsuba (interprétation japonaise d'une garde d'épée chinoise) luxueux. La lame en elle-même n'a rien à voir avec cela. Bien que certains kazari-tachi n'étaient pas aiguisés ou nullement remarquables, tout comme les épées de cour en Europe avaient cessé d'être fonctionnelles.[pas clair]
Les jintachi, à l'inverse, avaient une monture plus sobre et plus pratique, orientée pour le champ de bataille. Ils sont plus proches des katana, et sont favorisés par les cavaliers samouraïs, et donc, souvent portés par les samouraïs de haut rang jusqu'à l'époque Sengoku (le daisho est standardisé au tout début de l'époque Edo). C'est donc le type de sabre que tendent à porter les daimyos et les généraux samouraïs.
En d'autres termes, les jindachi se basent esthétiquement sur une beauté formelle, sobre et fonctionnelle, tandis que les kazaridachi visent à montrer le rang nobiliaire, donc sa dignité, et la puissance de son porteur.
Il existe en Occident une grave mésinterprétation du mot « jintachi », et l'on trouve sur le web parfois des lames avec une poignée à la courbure étrange, serpentine. Il s'agit là de pure divagation fantaisiste. Les jintachi sont des tachi on ne peut plus normaux. En général, la courbure d'un tachi est de type « koshizori » (courbure accentuée sur le premier tiers de la lame, près de la garde) tandis que les katana ont généralement une courbure plus égale dite chūzori ou parfois une courbure de type sakizori, typique des uchigatana. Ce sont les trois principaux types de courbures.
S'il existe aussi des tachi dont la poignée se recourbe légèrement vers le pommeau — une forme particulièrement associée aux jintachi et encore utilisée par les guerriers japonais jusqu'à des époques aussi avancées que Sengoku-jidai —, la courbure en S marquée associée aux jintachi est purement fantaisiste et sans aucune base historique quelconque.
Avant la standardisation des dimensions du katana, opérées lors de l'époque Edo, le tachi pouvait avoir une nagasa allant de 60 cm à 90 cm, au-delà on parlait d'odachi ou de nodachi. Ainsi, certaines écoles koryu bujutsu prévoient dans leurs cursus le maniement de l'odachi, tels que l'antique Kage-ryu ou le Koden Enshin-ryu, célèbre pour le maître Tanaka Fumon qui manie des sabres mesurant 90 cm ou de longueur supérieure.
Les nodachi les plus longs sont des titans[Quoi ?] avec une nagasa supérieure à 2 m, souvent utilisés comme offrandes pour les dieux japonais. Ainsi, le tarōtachi de Makara Naotaka, avec une nagasa de 220 cm (pour un poids de 4,5 kg). Nenekirimaru, forgé pendant la période Nanboku-chō, possède une nagasa de 215 cm (longueur de lame) et un zenchō de 324 cm (全長, longueur totale). Un sabre signé Ho Norimitsu mesure 223,5 cm de nagasa et a un zenchō de 377,6 cm : il peut aussi bien être utilisé comme nodachi que monté en naginata. Ces trois exemples sont des odachi (bien que l'on puisse aussi parler de ō-ōdachi…) mais ce ne sont pas des jintachi.